# زقية مخملية
الزقية المخملية (باللاتينية: Petrorhagia velutina) نوع نباتي يتبع جنس الزقية من الفصيلة القرنفلية.

## الموئل والانتشار
موطنها بلاد الشام والمغرب العربي وقبرص وتركيا وجنوب أوروبا.

## مرادفات للاسم العلمي
- (باللاتينية: Dianthus velutinus Guss.)
- (باللاتينية: Kohlrauschia velutina (Guss.) Rchb.)
- (باللاتينية: Tunica velutina (Guss.) Fisch. & C. A. Mey.)
- (باللاتينية: Tunica prolifera subsp. velutina (Guss.) Briq.)